# Vrancea (hạt)
Bản mẫu:Romanian counties infobox
Vrancea là một hạt của România. Hạt có diện tích  km², dân số thời điểm là người. Thủ phủ hạt đóng tại thành phố Focșani.

## Các thành phố, thị xã
Hạt Vrancea có 2 đô thị, 3 thị xã và 68 xã
- Đô thị
  - Adjud
  - Focșani - nơi đặt hội đồng hạt; dân số: 73,868 (tính đến năm 2011)
- Thị xã
  - Mărășești
  - Odobești
  - Panciu

- Xã
  - Andreiașu de Jos
  - Bălești
  - Bârsești
  - Biliești
  - Boghești
  - Bolotești
  - Bordești
  - Broșteni
  - Câmpineanca
  - Câmpuri
  - Cârligele
  - Chiojdeni
  - Ciorăști
  - Corbița
  - Cotești
  - Dumbrăveni
  - Dumitrești
  - Fitionești
  - Garoafa
  - Golești
  - Gologanu
  - Gugești
  - Gura Caliței
  - Homocea
  - Jariștea
  - Jitia
  - Măicănești
  - Mera
  - Milcovul
  - Movilița
  - Nănești
  - Năruja
  - Negrilești
  - Nereju
  - Nistorești
  - Obrejița
  - Paltin
  - Păulești
  - Păunești
  - Ploscuțeni
  - Poiana Cristei
  - Popești
  - Pufești
  - Răcoasa
  - Răstoaca
  - Reghiu
  - Ruginești
  - Sihlea
  - Slobozia Bradului
  - Slobozia Ciorăști
  - Soveja
  - Spulber
  - Străoane
  - Suraia
  - Tâmboești
  - Tănăsoaia
  - Tătăranu
  - Tulnici
  - Țifești
  - Urechești
  - Valea Sării
  - Vânători
  - Vârteșcoiu
  - Vidra
  - Vintileasca
  - Vizantea-Livezi
  - Vrâncioaia
  - Vulturu